# Algoritmo anytime
En informática, un algoritmo anytime es un algoritmo que puede devolver una solución válida a un problema incluso si se interrumpe antes de terminar. El algoritmo está preparado para encontrar soluciones cada vez mejores cuanto más tiempo se ejecuta. Un ejemplo es el algoritmo de Newton-Raphson para calcular el cero de una función.
La mayoría de algoritmos se ejecutan hasta terminar, proporcionando una única respuesta después de realizar una cantidad fija de cálculo. Sin embargo, en algunos casos, el usuario puede desear terminar el algoritmo antes de que el cálculo se complete. Por ejemplo, la cantidad de cómputo requerida puede ser considerable y puede ser necesario reasignar los recursos de cálculo a otras tareas. En la mayoría de los algoritmos, si no se ejecutan hasta su finalización no proporcionan información útil sobre la solución. Sin embargo, los algoritmos anytime pueden dar una respuesta parcial, cuya calidad depende de la cantidad de cómputo que hayan podido realizar. La respuesta generada por los algoritmos anytime es una aproximación de la respuesta correcta.